# شعراء المهجر

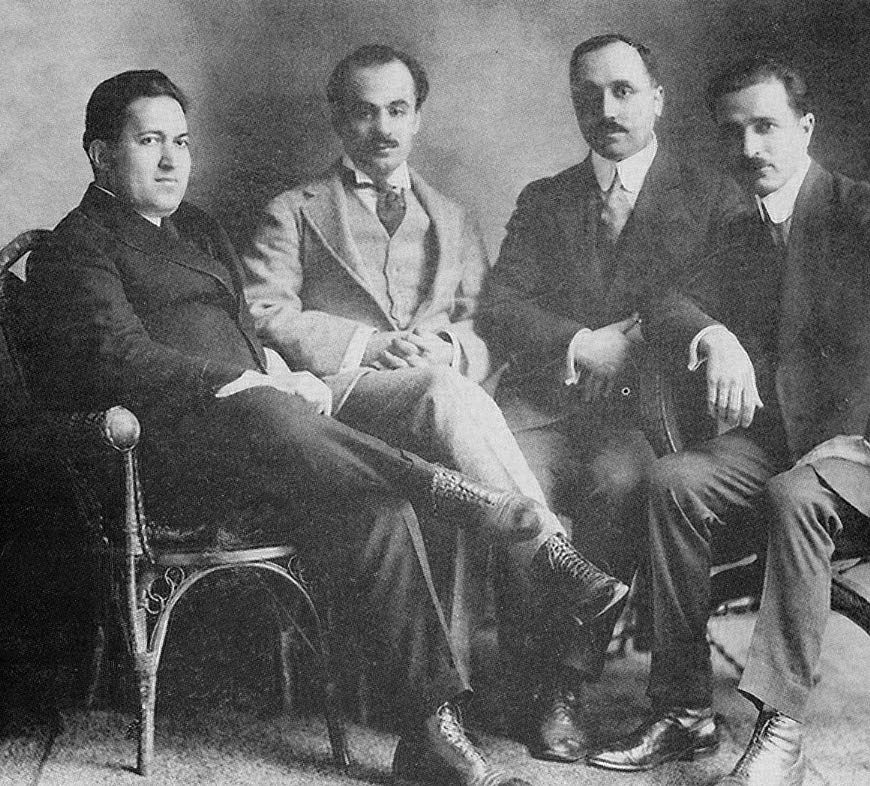

شعراء المهجر أو مدرسة المهجر هم شعراءُ عربٌ عاشوا ونظموا شعرهم وكتاباتهم في البلاد التي هاجروا إليها وعاشوا فيها، ويُطلق اسم شعراء المهجر عادة على نخبة من أهل الشام وخاصة اللبنانيين المثقفين الذين هاجروا إلى الأمريكيتين (الشمالية والجنوبية) في ما بين 1870 حتى أواسط 1900، وقد اعتاد الناس تسمية أعضاء الرابطة القلمية والعصبة الأندلسية بشعراء المهجر، بينما في الواقع هناك الكثير من الشعراء المهاجرين الذين لم يكونوا أعضاء في تلك الروابط والنوادي الأدبية.

## الأدباء

### أدباء المهجر الشمالي
هم الأدباء العرب الذين هاجروا إلى الولايات الأمريكية المتحدة وإلى مناطق أخرى من أمريكا الشمالية. وهم مجموعة الرابطة القلمية ومجموعة أخرى ممن لم يكونوا ضمن الرابطة، ومنهم:
- أمين الريحاني
- نعمة الله الحاج
- عدنان كمال رضوان

#### الرابطة القلمية
تاسست عام 1920 على يد جبران خليل جبران ورفاقهم وكان أعضائها:
- جبران خليل جبران.
- ميخائيل نعيمة.
- نسيب عريضة.
- رشيد أيوب.
- عبد المسيح حداد.
- ندرة حداد.
- أمين مشرق
- إيليا أبو ماضي.
- عمر أبو ريشة

### أدباء المهجر الجنوبي
هم من هاجر إلى مناطق أمريكا الجنوبية كالبرازيل والأرجنتين والمكسيك وفنزويلا وأسس مجموعة من الأدباء هناك ما سمي بالعصبة الأندلسية.

#### أسماء الذين شاركوا في هذه العصبة
ومن أعضاء هذه العصبة:
- ميشيل نعمان معلوف.
- فوزي المعلوف.
- رشيد سليم الخوري.
- شفيق المعلوف.
- جورج صيدح.
- إلياس فرحات.
- عقل الجر.
- شكر الله الجر.
- جرجس كرم.
- توفيق قربان.
- اسكندر كرباج.
- نظير زيتون.
- مهدي سكافي.
- عمرعبيد.
- يارا الشلهوب

## موضوعات شعر المهجر
النزعة الاجتماعية والإنسانية:
أي بها النظر إلى المجتمع نظرة حب ورحمة، والرغبة في أن يعم الخير على الجميع وأن ينتشر بين الناس المبادئ السامية المبنية على الحب والقيم والفضائل وأن يظهر مجتمع أفضل إلى حيز الوجود ويطرأ فيه الشمائل والفضائل. حيث يقول إلياس فرحات:
أثير على التعصب نار حرب       يطير على اللحى منها شرار
قذفت بها قلانسهم فــــطارت       ولو خفت مآثمهم لطـــــاروا
وقد حفل الشعر المهجري بألوان من النقد الاجتماعي الذي يطابق بالطابع الإنساني على أن الإنسان هو ابن المجتمع ومصلحه ومصدر خيره وشره فدعوا إلى المساواة ونبذ الكبر والأنانية حتى تسود المحبة والوئام بين الناس. كقول إيليا أبو ماضي:
نسي الطين ساعة أنه طــين         حقير فصال تيها وعـــــــربد
وكسا الخز جســـمه فتباهى          وحوى المال كيسه فتــمردا
يا أخي لا تمل بوجهك عني           ما أنا فحمة ولا أنت فــرقد
لا يكن قلبك للخصــام مأوى          إن قلبي للحب أصبح معبد
أنا أولى بالحب منك وأحرى          من كساء يبلي ومال ينفـــد
النزعة التأملية:
نجد أن شعراء المهجر يفكرون دوما ويتأملون في القضايا المختلفة، فهم يتجهون إلى أنفسهم يتأملون في الفرار من صخب الحياة وآلامها ومصائبها التي تحاصرهم. كما توجهوا إلى الطبيعة وتأملوا في مظاهرها وشخصوها ليعبروا عما يجيش في نفوسهم من أحاسيس. وهو ربما تكون وليدة معاناتهم من الظلم والجور والبؤس في أوطانهم ومعاناتهم من الغربة والوحدة في المهجر، وأحيانا كانت تعتريهم حالة يأس وضجر من الحياة فيندبون حظهم. يقول إيليا أبو ماضي في قصيدته الطلاسم:
جئت لا أعلم من أين ولكـــني أتيت
ولقد أبصرت قدامي طريقا فمشـيت
وسأبقى ماشيا إن شئت هذا أم أبيت
كيف جئت؟ كيف أبصرت طريقي؟
لست أدري!
الحنين إلى الوطن:
يكثر شعراء المهجر في التعبير عن مشاعرهم تجاه الوطن الأم، لأن العاطفة تلعب دورا فعالا في حياة الإنسان، فهي تحرك أوطار وجدانه، ويتألم لما يصيبه من كوارث والنازلات، وأما بدون العاطفة يصبح الإنسان آلة لا تحس ولا تشعر، فالشعر المهجري يتميز بطابع عاطفي كبير، والسبب في ذلك شعوره بالغربة وهم بعيدون عن أوطانهم. كما يقول إلياس فرحات:
دار العروبة دار الحب والغزل        هاجرت منك وقلبي فيك لم يزل
هلا منت بلقيا استرد بها فجــر        الشباب فشمس العمر في الطفل
ويتجلى ذلك الولوع والشوق والحنين بكل وضوح عند نسيب عريضة حينما يتمنى أن يعودوا به إلى حمص بعد وفاته ليدفن في أرضها فهي أرحم من الأم:
يا دهر قد طال البعاد عن الوطــن    هل عودة ترجى وقد فات الظعن
واجعل ضريحي من حجارة سود   عد بي إلى حمص ولو حشو الكفن
التسامح الديني:
كان المهاجرون في البلدان الأجنبية يلتقي بعضهم ببعض من البلاد المختلفة من لبنان وسوريا ومصر بأديان مختلفة، كلهم يرفعون التعصب الوطني واللغوي على التعصب الديني والانقسامات القبلية. وهذا سبب لإثارة عاطفة جديدة في نفوسهم هي الحرية الدينية، فنرى أن الأدباء المسلمين وأصحاب الديانة الأخرى يعيشون معا، ويمدح مسيحي منهم دين الإسلام ونبي الرحمة عليه الصلاة والسلام، كما يقول رشيد سليم الخوري:
عيد البرية عيد المولد النبـــــوي              في المشرقين والمغـربين دوي
عيد النبي ابن عبد الله من طلعت              شمس الهداية من قرآنه العلوي
بدا من القفر نور للــورى وهدى              يا للتمدن عم الكــون من بدوي
الميل إلى الطبيعة والتفكر فيها:
وعادة ما يميل شعراء المهجر إلى الطبيعة، ويفكرون في آيات الله في الكون من الجبال والطيور والتلال والغابات والأشجار والأنهار، فهم يناجون الأزهار ويناغون الطيور. وذلك لنسيان ما نزل بهم من الآلام والمصائب، وتذكارا للوطن والتعبير عن الحنين والشوق إلى وطنهم الأصيل. وكذلك يريد الأدباء في المهجر الإشارة إلى أحسن طريق لتهذيب الإنسان، فالإنسان يجب عليه المحاكاة بالطبيعة إذا شاء تهذيب نفسه.
النزعة الروحية:
وهي ثمرة استغراقهم في التأمل والتفكير. ويقصد بها التأمل في الحياة وأسرار الوجود والتطلعات الصوفية. ولعل الداعية إلى هذا التأمل هي موازنتهم بين القيم الروحية في المجتمعات الشرقية والقيم المادية في المجتمعات الغربية. وهذه الفكرة دفعتهم إلى الرجوع إلى الله بالشكوى والتضرع إليه للنجاة من الحياة المادية وخطورتها، والدعوة إلى المحبة والمساندة الاجتماعية، والإيثار والجود والسخاء.
قضية فلسطين:
تمثل قضية فلسطين هماً من الهموم التي حملها شعراء المهجر، لأنها جرح لن يندمل، يحس بها كل من لديه قلب نابض في صدره عربيا كان أو مسلما. فلم لا يندبها الشاعر المهجري ويبكي على مأساتها على الرغم من أنه عربي ولديه قلب خافق عربي.

## خصائص شعر المهجر
التمسك بالوحدة العضوية:
اهتم شعراء المهجر بالوحدة العضوية في القصيدة. ويقصد بها الشاعر توحيد الموضوع والأغراض وترتيب الأفكار والصور في بناء متماسك في قصيدة واحدة، فتصبح القصيدة كالجسم الحي الواحد الذي يقوم كل جزء فيه مقامه المحدد له. ولم تقتصر هذه الوحدة العضوية في القصائد فقط، بل حرصوا على اهتمامها بالدواوين أيضا، فالديوان يحمل اسما له صلة بمضمونه كما يبدو من عناوين دواوينهم مثل ” الخمائل” و” الجداول” لإيليا أبو ماضي، و” همس الجفون” لميخائيل نعيمة.
اللجوء إلى الرمز:
الرمز هو أن يتخذ الشاعر من الأشياء الحسية رموزاً لشيء ما. فهو يقصد تأدية المعنى عن طريق الأشياء الحسية بدون الإشارة إليه والتصريح به. ومن ذلك قصيدة (التينة الحمقاء) للشاعر إيليا أبو ماضي. يرمز بها الشاعر لمن يبخل بخيره على الناس، ويشير بها إلى مخاطر الشح وجزاء الأشحاء.
التحرر من الوزن والقافية:
تصرف شعراء المهجر في النظام العروضي التقليدي أيضا، حتى تحرر الشعر من قيود الوزن والقافية، ونتج عن هذا أشكال جديدة من حيث البناء والنسق، فتنوع شعرهم ما بين الشعر النثري والشعر الموزون المقفى وشعر التفعيلة والأناشيد والأغاني الشعبية والقومية.
الميل إلى السهولة والوضوح في اللغة والأساليب:
الشاعر المهجري يرى اللغة وسيلة لأداء المعاني والأفكار والتعبير عما يجول في خاطره من الهواجس، واللغة ليست الغاية في نفسها، لذلك آثروا اللغة الحية والأساليب السلسة والكلمات ذات المعاني الضخمة والتراكيب السهلة.
الإكثار من استخدام الشكل القصصي في القصيدة:
اتخذ شعراء المهجر الشكل القصصي وسيلة للتعبير، فأكثروا في استخدامه في القصائد، مما يساعدهم على تحليل المواقف الشعورية والعواطف الإنسانية، وعلى تجسيد الدلالات والمعاني والأفكار. وهذا ما يُلاحظ بوضوح عند جبران ومطران وإيليا أبو ماضي.

## اُنظر أيضا
- قائمة أدباء المهجر اللبنانيين

## بيبليوغرافيا
- شعراء المهجر، نجيب الحداد
- أدبنا وأدباؤنا في المهاجر الأميركية، جورج صيدح، معهد الدراسات العربية العالية، القاهرة، 1956
- أدب المهجر، عيسى الناعوري، دار المعارف المصرية، القاهرة، 1959
- شعراء المهجر الشمالي، إلياس قنصل، دار الكتاب اللبناني، 1964
- الشعر القومي في المهجر الجنوبي، عزيزة مريدن، دار الفكر، دمشق، 1972
- الشعر العربي في المهجر أمريكا الشمالية، محمد يوسف نجم، دار صادر، 1982
- الرابطة القلمية والعصبة الأندلسية، عادل خضر، دار المعارف
- الاغتراب والحنين في أدب المهجر، حسن جعفر نور الدين، دار الفكر اللبناني
- أدب المهجر في القرن العشرين، سامي مكاوي، المؤسسة الجامعية للدراسات والنشر
- المهاجرون اللبنانيون وأثرهم في الحياة الأدبية، يوسف أسعد داغر، الجامعة اللبنانية
- أدب المهجر: الرؤية والاتجاه، محمد عبد المنعم خفاجي، دار الجيل، بيروت